# Catasterismo
Se llama catasterismo (del griego καταστερίζω, literalmente «colocar bajo la estrella», compuesto de κατά, 'bajo', y ἀστήρ, 'astro') a la transformación de un personaje de la mitología griega en una estrella o en una constelación. 
La configuración de las constelaciones como figuras tal y como aún hoy se nombran, así como la del zodiaco, vendría de esta mitología.

## Etimología
La palabra «catasterismo» es un cultismo tomado del griego καταστερισμοί (κατά (encima, abajo) + ἀστήρ (estrella, astro)), cuyo significado es colocado entre las estrellas. El término procede del título de un libro de Eratóstenes de Cirene, matemático griego afincado en Alejandría, en el que describía algunas de estas transformaciones.

La constelación de la cabellera de Berenice con su trazado.

El propio Eratóstenes habría creado el catasterismo de Berenice II de Egipto, mujer de Evergetes (tercer Ptolomeo), quien era su reina, convirtiendo su cabellera en toda una constelación.